# Jacob Wilhelm Lustig
Jacob Wilhelm Lustig (Hamburg, 21 de setembre de 1706 - Groningen, 17 de maig de 1796) fou un compositor i organista del Barroc. Fou deixeble del seu pare, organista de l'església de Sant Miquel d'Hamburg, i als deu anys ja el podia reemplaçar, aconseguint la plaça quan aquell va morir. El 1728 aconseguí per oposició la plaça d'organista de l'església de Sant Martí de Groningen, càrrec que ocupà per espai de quaranta-quatre anys. A més de diverses composicions i traduir a l'holandès moltes obres, deixà les següents obres didàctiques:
- Inleyding tot de musikkunde, nit Klaare onweder-spreekelyke gronden de innerlyke (Groningen, 1751);
- Muzykaale spraakkoust of Duidelyke aanwyzing en verklaaring van allerhande weetenswaardige dingen, die in de geheele musykaale praktyk tot cenen grondslag Konnen verstreken (Amsterdam, 1754);
- Samenspraaken over musykaale beginselen (1756);